# اقتصاد پاراگوئه
پاراگوئه دارای اقتصادی مبتنی بر بازار (اقتصاد بازار) است که به شدت به محصولات کشاورزی وابسته است. اقتصاد پاراگوئه در سال‌های اخیر به دلیل افزایش صادرات محصولات کشاورزی به خصوص سویا، دارای رشد بوده‌است. از مزایای اقتصاد پاراگوئه می‌توان به جمعیت جوان و انرژی برق‌آبی و از عدم مزیت‌های آن به منابع معدنی محدود و عدم ثبات سیاسی اشاره کرد. دولت این کشور از ورود سرمایه‌گذاری خارجی استقبال می‌کند.

## رسانه و ارتباطات
پنج روزنامه ملی و تعداد زیادی نشریات محلی وجود دارد. همچنین پنج ایستگاه تلویزیونی نیز وجود دارد. در مناطق شهری اصلی، ایستگاه‌های بین‌المللی مهم نیز توسط کابل قابل دریافت هستند.

## آمار
جدول زیر مهمترین شاخص‌های اقتصادی بین سال‌های ۱۹۸۰ تا ۲۰۱۷ را نشان می‌دهد.
ترکیب تولید ناخالص داخلی به تفکیک بخش اقتصادی:
- کشاورزی: ۱۷٫۹٪
- صنعت: ۲۷٫۷٪
- خدمات: ۵۴٫۵٪ (تخمین سال ۲۰۱۷)

نیروی کار: ۳٫۴۲۸ میلیون (تخمین سال ۲۰۱۷)